# Nam Khai

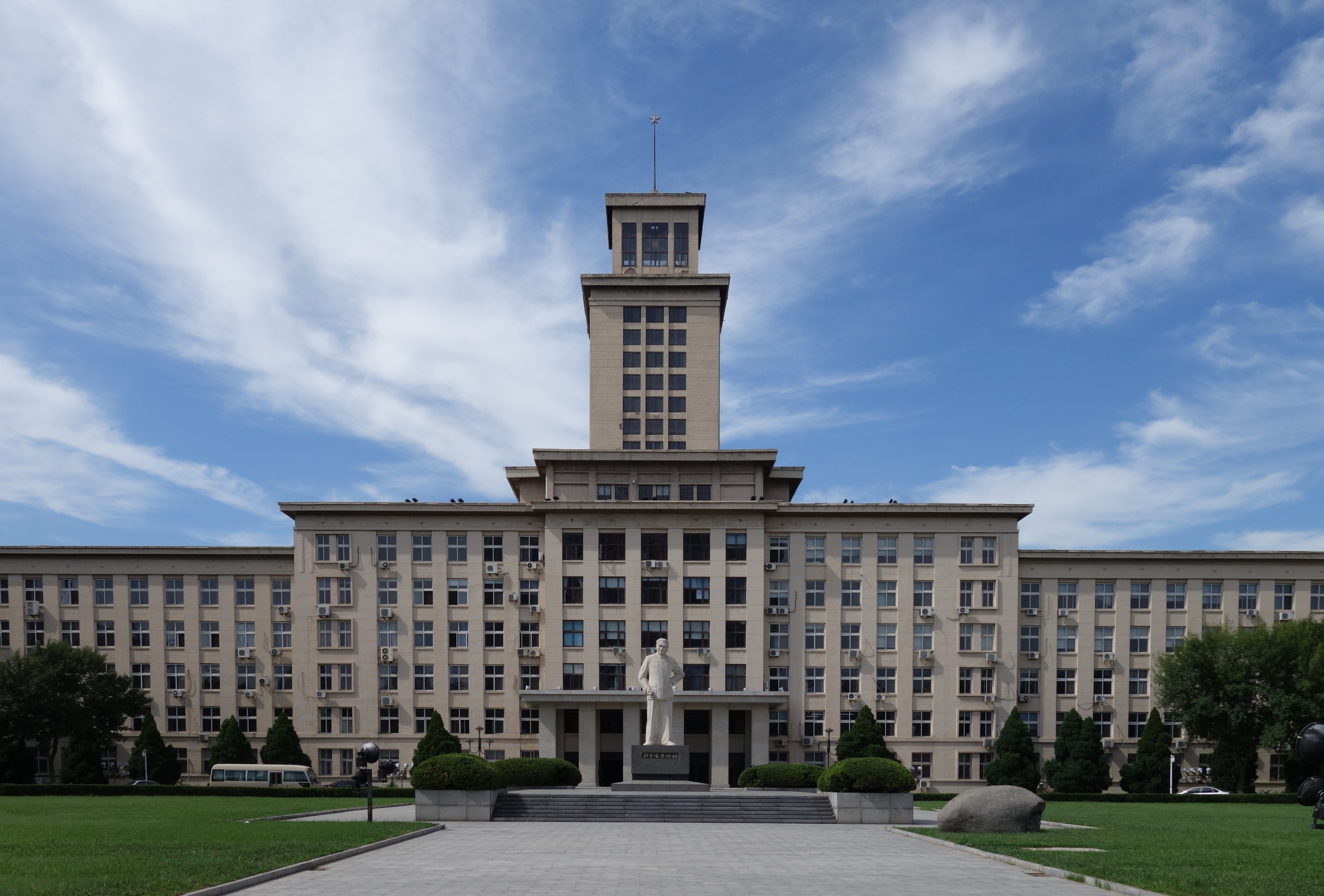
Main Building of Nankai University

Nam Khai (chữ Hán giản thể: 南开区, âm Hán Việt: Nam Khai khu) là một quận thuộc thành phố] Thiên Tân, Cộng hòa Nhân dân Trung Hoa. Nam Khai có diện tích 40,64 km², dân số khoảng 870.000 người. Về mặt hành chính, quận này được chia thành các đơn vị hành chính gồm 12 nhai đạo: Trường Hồng, Cổ Lâu, Quảng Khai, Vạn Hưng, Học Phủ, Hướng Dương Lộ, Gia Lăng Đạo, Vương Đỉnh Đề, Bát Lý Đài, Thể dục Trung tâm, Hưng Nam, Hoa Uyển Nam.